# Douéra
Douéra (em árabe: دويرة) é uma comuna localizada na província de Argel, no norte da Argélia. Sua população era de 56 998 habitantes, em 2008.